# Мудон
Мудон (фр. Moudon) — місто  в Швейцарії в кантоні Во, округ Бруа-Вюлі.

## Географія
Місто розташоване на відстані близько 60 км на південний захід від Берна, 20 км на північний схід від Лозанни.
Мудон має площу 15,7 км², з яких на 16,5% дозволяється будівництво (житлове та будівництво доріг), 46,7% використовуються в сільськогосподарських цілях, 35% зайнято лісами, 1,8% не є продуктивними (річки, льодовики або гори).

## Демографія
2019 року в місті мешкало 6067 осіб (+25,7% порівняно з 2010 роком), іноземців було 45,7%. Густота населення становила 388 осіб/км².
За віковим діапазоном населення розподілялося таким чином: 26,4% — особи молодші 20 років, 60,3% — особи у віці 20—64 років, 13,3% — особи у віці 65 років та старші. Було 2393 помешкань (у середньому 2,5 особи в помешканні).
Із загальної кількості 2678 працюючих 59 було зайнятих в первинному секторі, 758 — в обробній промисловості, 1861 — в галузі послуг.